# Specimen Corporationum Cognitarum
Das Specimen Corporationum Cognitarum – Das Lexikon der Verbindungen (SCC) ist ein erstmals 2000 auf CD-ROM erschienenes digitales Verzeichnis, in dem erloschene und heute noch existierende Studenten- und Schülerverbindungen erfasst sind.

## Inhalt
Herausgegeben wird das SCC vom Zahnarzt Hartmut Jess, der sich seit den 1970er Jahren als Barfußhistoriker mit der Geschichte der Studentenverbindungen befasst. Die erste Ausgabe (2000) erschien in Zusammenarbeit mit der Gemeinschaft für deutsche Studentengeschichte (GDS). Für eine zweite, aktualisierte und erweiterte Ausgabe (2005) wurden unter anderem mehrere Zehntausend Couleurkarten eingearbeitet. 2010 erschien eine dritte Ausgabe mit Angaben zu etwa 15.000 Verbindungen. Die Verbindungen werden jeweils mit Wappen, Zirkel, Farben, Chronik, Wahlspruch und Quellenangabe vorgestellt. Enthalten sind sowohl die Verbindungen des deutschsprachigen Raums als auch solche außerhalb desselben, beispielsweise die nordamerikanischen Fraternities und Sororities. In Buchform hätte das SCC einen Umfang von etwa 30.000 Seiten.
Das SCC ist für viele Studentenhistoriker eine erste Anlaufstelle, um nach dem Verbleib von erloschenen Verbindungen zu suchen, und eine Möglichkeit, die Art und Zahl der Verbindungen an einem Hochschulort zu einem bestimmten Zeitpunkt in der Geschichte zu ermitteln. Es wird in vielen Arbeiten zur Universitäts- und Studentengeschichte als Hilfsmittel verwendet, ist jedoch auch im allgemein geschichtswissenschaftlichen, sozialwissenschaftlichen und wissenschaftsgeschichtlichen Umfeld als Quelle anerkannt. Das SCC ermöglichte unter anderem die Sichtung und Zuordnung der umfangreichen Studentica-Sammlung Lutz des LWL-Freilichtmuseums Detmold, wodurch eine nachfolgende Archivierung ermöglicht wurde.

## Ausgaben
- Hartmut Jess: Specimen Corporationum Cognitarum 2000. Das Lexikon der Verbindungen. Compact-Disk, SH-Verlag, Köln 2000. ISBN 3-89498-092-3. 2. Folge 2005, 3. Folge 2010,[6] 4. Folge 2015.